# Yoo Myung-hee
Yoo Myung-hee (koreanska:유명희, 兪明希), född 5 juni 1967 i Ulsan i Sydkorea, är en sydkoreansk jurist och politiker.
Yoo Myung-hee studerade på Seouls nationella universitet, med en kandidatexamen i engelsk litteratur och en magisterexamen i statskunskap. Hon utbildade sig också senare till jurist på Vanderbilt University i Nashville i Tennessee i USA och erhöll 2003 licens att praktisera vid domstol i delstaten New York. 
Hon började arbeta i ministeriet för statens administration 1992 och övergick till handels-, industri- och energiministeriet 1995, där hon tjänstgjorde i WTO–avdelningen. 
Från 1998 arbetade hon inom utrikes- och handelsministeriet. 
Yoo Myong-hee utsågs 2018 till handelsminister.
Hon nominerades i juni 2020 till posten som generaldirektör för Världshandelsorganisationen (WTO). I oktober 2020 stod hon inför det slutliga avgörandet mot Ngozi Okonjo-Iweala från Nigeria.

## Privatliv
Yoo Myung-hee är gift med politikern Jeong Tae-ok. Hon har en son och en dotter.